# Steven Lustü
Steven Lustü (* 13. April 1971 in Vordingborg) ist ein ehemaliger dänischer Fußballspieler und heutiger Fußballtrainer.

## Karriere als Spieler

### Verein
Lustü begann seine Karriere 1991 bei Næstved BK. Später wechselte er zu Herfølge BK, mit dem er 2000 überraschend die dänische Meisterschaft gewann. Einige Zeit nach der Meisterschaft, im September 2000, schloss er sich Akademisk Boldklub an. Dort blieb Lustü ein Jahr und wechselte dann nach Norwegen zu Lyn Oslo. In seinen vier Jahren in der norwegischen Hauptstadt gehörte er zu den Leistungsträgern des Vereins und trug zum Einzug ins norwegische Pokalfinale im Jahr 2004 bei. Dort unterlag Lyn Oslo allerdings Brann Bergen. Danach kehrte Lustü nach Dänemark zurück und schloss sich Silkeborg IF an. Obwohl er seine Karriere zum Ende des Vertrages zum 31. Dezember 2008 beenden wollte, verlängerte er seinen Vertrag bis zum 30. Juni 2009 und danach bis zum 31. Dezember 2009 und beendete erst danach seine aktive Karriere.

### Nationalmannschaft
Am 11. August 2000 wurde Steven Lustü für die dänische Nationalmannschaft nominiert, als er für den Kader für das Länderspiel gegen die Färöer-Inseln einberufen wurde. Am 16. August 2000 wurde er beim Länderspiel in Torshavn acht Minuten vor Schluss für Thomas Helveg eingewechselt. Ohne ein Spiel in der Qualifikation absolviert zu haben, wurde er für den Kader für die Fußball-Weltmeisterschaft 2002 in Japan und Südkorea nominiert, wo er allerdings nicht eingesetzt wurde. Am 9. Februar 2005 absolvierte Lüstü beim 1:2 im WM-Qualifikationsspiel in Athen gegen Europameister Griechenland sein letztes Länderspiel. Er kam für die dänische Nationalmannschaft zu 9 Einsätzen.

## Karriere als Trainer
Nach seiner Spielerkarriere schlug Steven Lustü eine Karriere als Trainer ein. Seine erste Trainerstation war die U15 vom FK Viborg, ehe er am 22. Mai 2018 den Drittligisten Kjellerup IF übernahm. Bereits nach fünf Monaten, am 27. Oktober 2018, wurde er wieder entlassen. Im Januar 2019 kehrte Lustü nach Viborg zurück, wo er die U17 übernahm.